# Ротман Микола Якович
Микола Якович Ротман (30 травня 1954, с. Велика Клітна Україна — 18 березня 2016, м. Тернопіль) — український журналіст, публіцист, редактор. Член НСЖУ (1984). Заслужений журналіст України (1999). Голова Тернопільської обласної організації НСЖУ (2002—2016).

## Життєпис
Микола Якович Ротман народився 30 травня 1954 року в селі Великій Клітній Красилівського району Хмельницької області України.
У 1979 році закінчив факультет журналістики Львівського університету.
Працював у редакції обласної молодіжної газети «Корчагінець» (м. Хмельницький).
Від 1985 року — в Тернополі: у редакції газети «Вільне життя» (заступник відповідального секретаря, завідувач відділу, заступник редактора); від 1990 року — в редакції газети «Свобода» (заступник редактора, у 1995—2005 роках — головний редактор); від грудня 2005 до 2008 — засновник і головний редактор газети «Четверта влада».
Від 2002 року Микола Ротман третій термін поспіль очолює Тернопільську обласну організацію НСЖУ.
Член редакційної колегії 3-томного енциклопедичного видання «Тернопільщина. Історія міст і сіл».
Помер зранку 18 березня 2016 року в одній з лікарень Тернополя. Похований 19 березня на Микулинецькому цвинтарі Тернополя.

## Доробок
Автор публікацій у пресі, колективних збірниках.
Співавтор книги «Тарас Шевченко у пам'яті поколінь» (2014).

## Нагороди і відзнаки
- Почесна грамота секретаріату НСЖУ і «Золота медаль української журналістики» (2006).
- Премія імені Івана Франка у галузі інформаційної діяльності в номінації «За кращу наукову роботу в інформаційній сфері» (за книгу «Тарас Шевченко у пам'яті поколінь») (2015).
- Тернопільська обласна премія імені Ярослава Стецька (2015) — за книгу «Тарас Шевченко у пам'яті поколінь» (у співавторстві).

## Вшанування пам'яті
27 травня 2016 року в приміщенні шахово-шашкового клубу «Авангард» відбувся перший шаховий турнір пам'яті Миколи Ротмана. Переможцем турніру став Віталій Козяк.